# Bacillus
Bacillus — рід паличковидних грам-позитивних бактерій і член типу Firmicutes. Види Bacillus є або облігатними, або факультативними аеробами, і позитивні за ферментацією каталази Усюдисущі в природі, Bacillus включають як вільно-живучі, так і патогенні види. За несприятливих умов, клітини виробляють овальні ендоспори, які можуть залишитися бездіяльними протягом тривалого періоду. Саме ці характеристики спочатку визначали приналежність бактерій до роду Bacillus, але надалі через невідповідність характеристик багато з них були переміщені до інших родів.
Два види Bacillus мають медичне значення: B. anthracis, який спричинює сибірку, і B. cereus, який зумовлює харчові отруєння, подібні до тих, що їх зумовлюють бактерії роду Staphylococcus. Третій вид, B. thuringiensis, є важливим патогеном комах. Його іноді використовують як засіб для боротьби з паразитичними комахами. B. subtilis, типовий представник роду — важливий модельний організм. Також він спричинює псування харчових продуктів, як і B. coagulans.
Легкий шлях виділити непатогенних бактерій роду Bacillus — помістити зразок ґрунту у пробірку з водою, і вирощувати в чашці Петрі з розчином маннітолових солей при кімнатній температурі як мінімум протягом дня. Колонії зазвичай великі, різної форми. Під мікроскопом Bacillus виглядають як палички, істотна частина зазвичай має ендоспору на одному кінці, роблячи бактерію опуклою.